# Orson et Olivia
Orson et Olivia est une série télévisée d'animation italo-française en 26 épisodes de 24 minutes, créée d'après la bande dessinée Basil et Victoria de Yann le Pennetier et Édith et diffusée à partir du 8 février 1994 sur Canal+ dans l'émission Canaille Peluche, puis en clair du 8 mars 1995 au 30 août 1995 sur TF1, et rediffusée en 1997 sur Canal J et sur Gulli dans les années 2000.
Au Québec, la série a été diffusée à partir du 5 septembre 1994 sur Canal Famille.

## Synopsis
À Londres, en 1887, à l'époque victorienne, deux enfants abandonnés vivent sous les ponts, dans une barque, avec une bande d'autres orphelins et leur chien Falstaff. L'occasion de nombreuses aventures. Chaque épisode contient un rêve d'Olivia.

## Fiche technique
- Réalisation : Arthur Qwak
- Scénario : Jean-Louis Bachellier, Yann le Pennetier, Véronique Herbaut
- Story-boards : Stéphane Bernasconi, Gilles Cazaux, Pascal Morelli
- Chara-Design : Valérie Hadida, Edith Grattery
- Direction de l'animation : Pierre Lyphoudt
- Direction du design : Marc Boréal et Vincent Momméja
- Direction du layout : Parastou Farivar, Philippe Vidal
- Direction artistique : Sophie Deschaumes
- Musique : Yves de Bujadoux
- Production : Philippe Grimond
- Sociétés de production : TF1, Ellipse, RAI, avec la participation de Canal+ et du Centre national de la cinématographie.

## Distribution des voix
- Aurélia Bruno : Olivia
- Bruno Raina : Orson
- Marine Boiron : Peau-de-fesses
- Patricia Legrand : La Grenouille, Henriette Desmond, Lucy
- Thierry Ragueneau : Teddy, David
- Gérard Loussine : La Pustule
- Michel Papineschi : Sherlock Holmes
- Monique Thierry : La Reine Victoria
- Gérard Rinaldi : Coxwell
- Christian Pelissier
- Zaïra Benbadis : Ricky Morve-au-Nez
- Jackie Berger : Elmo

## Personnages
- Orson: Orson est un jeune orphelin chauve, qui vit sur une barque avec sa meilleure amie Olivia. Il gagne de l'argent en attrapant des rats. Calme, attentif et avec une âme noble, il se voit comme quelqu'un destiné à de grandes choses. Sa nourriture préférée est le hareng.
- Olivia : Olivia est une jeune orpheline rousse, qui vit sur une barque avec son meilleur ami Orson. Comme Orson, elle gagne sa vie en attrapant des rats. Tête brûlée, têtue mais avec un grand coeur, Olivia rêve qu'un jour elle deviendra une artiste, connue de tous à Londres. Sa nourriture préférée est la saucisse. Elle est sujette à des rêves prémonitoires, qui dans la plupart des cas, représente ses plus grands souhaits ou ses peurs.
- Falstaff : Le chien fidèle d'Orson et Olivia, considéré comme le meilleur dératiseur du tout Londres.
- La Pustule : La Pustule est un jeune orphelin qui est ami avec Orson et Olivia. Il passe son temps sur les docks à essayer de trouver un moyen de gagner de l'argent tout en se vantant à propos de ses faux talents. Il est amoureux d'Olivia, même si celle-ci le traite mal, insistant qu'elle n'aime qu'Orson.
- Teddy : Teddy est un jeune orphelin qui est ami avec Orson et Olivia. De tout le groupe, Teddy est le seul à savoir lire et écrire, et il est habituellement celui qui raconte les nouvelles de Londres, en raison de son travail de vendeur de journaux.
- Ricky Morve-au-Nez : Ricky est un jeune orphelin qui est un grand fan de Sherlock Holmes, suivant toutes ses enquêtes et portant le même chapeau que Sherlock. Il est aussi connu pour avoir une magnifique voix chantée, l'utilisant pour gagner de l'argent.
- La Grenouille : La Grenouille est une jeune orpheline blonde qui gagne sa vie comme artiste de rue en faisant des acrobaties. Elle vit avec Teddy et La Pustule.
- Peau-de-fesses : Peau-de-fesses est un jeune orphelin chauve et potelé, qui passe son temps à vendre des allumettes dans la rue. Sa principale passion est de manger toutes sortes de délicieuses choses, surtout les puddings et les gâteaux.

## Épisodes
1. Henriette
Après un fâcheux concours de circonstances, Olivia se retrouve emmenée dans un orphelinat strict tenu par la redoutable Miss Mann, une femme plus intéressée par le profit que par les orphelins. Olivia y fait la rencontre d'Henriette Desmond, une orpheline qui cherche à s'échapper de l'orphelinat pour retrouver son frère. Les fillettes s'échappent la nuit venue et Orson décide de venir en aide à Henriette pour récupérer les bijoux que sa mère lui a légué.
2. Le Music hall
3. Les Joyaux de la couronne
À l'occasion du jubilé d'or de la reine Victoria, les joyaux de la couronne d'Angleterre sont transférés à la Tour de Londres. Le soir-même, ils sont dérobés par le Lézard, un éminent cambrioleur, qui cache son butin dans la barque d'Orson et Olivia. Les pensant faux, Orson et Olivia décident de parader fièrement avant, tandis qu'une chasse à l'homme a lieu dans tout Londres, entre Scotland Yard pour restituer les bijoux et les intéressés par la récompense.
4. Les conquérants du pôle
5. Noirouf
Faussement accusés d'avoir volé une montre, Orson et Olivia fuient la police et sauvent de l'abattoir un petit cheval noir qu'Orson baptiste Noirouf. La nuit venue, Noirouf est capturé de nouveau et les deux enfants apprennent qu'il a été envoyé comme cheval de mine dans la terrible Black Stone au Pays de Galles. Refusant d'abandonner leur nouvel ami, Orson et Olivia partent pour les Galles pour le secourir. Même si cela inclut de devoir descendre dans une sombre mine.
6. Le 37e Duc de Sutherland
Alors que les orphelins observent les aristocrates dans le parc, Orson récupère l'ombrelle de la duchesse de Sutherland. Celle-ci, très émue, reconnaît en lui son fils disparu Aberghani. Le soir venu, Orson est emmené à la résidence du duc et de la duchesse et découvre une nouvelle vie où on le nomme Votre Seigneurie. Si cette nouvelle vie semble plaire à Orson, Olivia finit vite par lui manquer.
7. Cœur de pierre
Une nuit, Olivia se réveille et voit une belle jeune femme se jeter dans la Tamise. Falstaff la secoure et l'identité de la noyée est apprise : Rosamund Coeur de Pierre, une courtisane aux mille amants, désespérée de ne pas être aimée par l'homme qu'elle désire. Orson et Olivia décident de l'aider, mais les problèmes d'amour sont bien compliqués.
8. Les yeux qui dansent
9. Les enfants du Maradjadja
10. Après avoir percuté Orson, Ram, un jeune Indien, est arrêté à tort pour un vol de montre et emprisonné dans une maison d'arrêt. Devant la détresse de Menaka, la sœur de Ram, les enfants organisent une opération pour secourir le frère le Menaka. D'autant plus qu'ils peuvent être des enfants de Maradjadja et ainsi leur offrir une belle récompense.
11. La bombe
12. Alors que la reine Victoria va fêter son anniversaire, Olivia se persuade qu'il s'agit également du sien et s'attriste de son mode de vie pluvieux et pauvre. Pour lui rendre le sourire, Orson part lui acheter un sucre d'orge dans une confiserie mais est pris pour un voleur, ayant perdu la pièce avec laquelle il comptait payer. Engagé dans l'usine confiseuse pour rembourser sa dette, Orson surprend une conversation douteuse de ses patrons à propos d'une bombe qu'ils compteraient faire exploser le soir-même pour l'anniversaire de la reine. Sa Majesté est en danger ! Orson et Olivia doivent la sauver !
13. Un pari indigne
14. Jeffrey et Christopher, deux journalistes en visite dans les bas quartiers de Londres, font un pari à propos de la tentation humaine : à l'aide d'une comédienne, ils confient une enveloppe remplie d'argent à Orson et Olivia, soi-disant pour payer l'opération d'une petite fille malade, qu'ils doivent rapporter avant sept heures le soir venu. Les deux enfants cèdent d'abord à la tentation en s'achetant des pâtisseries avec l'argent, mais sont vite pris de remords : et si la petite fille mourait par leur faute ? Ni une, ni deux, Orson et Olivia vont tout faire pour regagner l'argent dépensé et le rapporter à temps, sans se douter de la mise en scène.
15. Baobab
Blessé à la patte, Falstaff n'arrive plus à attraper les rats. En pleine chasse, Orson et Olivia secourent un chat de la bande du volailler, chat qui se révèle être un excellent dératiseur. Il est adopté et baptisé Baobab par Olivia. Falstaff se sentant peu à peu remplacé, quitte la barque. En parallèle, une vieille femme isolée commence à se prendre d'affection pour Baobab.
16. Monsieur William
17. Jim le docker
18. Le scribe accroupi
La poursuite d'un rat entraîne Orson et Olivia dans les galeries du British Museum. Olivia y rencontre Lord Kelso, un aristocrate esthète, ému aux larmes devant la contemplation de la statue, le Scribe accroupi. Le soir venu, les enfants se perdent dans le musée et retrouvent Lord Kelso qui a emprunté le Scribe accroupi, pour la jouissance esthétique. Olivia le prend en pitié et l'aide à quitter le musée sans être repéré. Mais la culpabilité rattrape très vite les enfants, d'autant plus que Sherlock Holmes lui-même est chargé de retrouver la statue disparue. Que faire ?
19. La femme du XXe siècle
Alors qu'Olivia est maussade, Orson insiste pour que celle-ci recouse son pantalon troué. Agacée, Olivia refuse avec vigueur. Son refus décidé attire l'attention de deux femmes féministes qui l'emmènent à une réunion sur la femme du XXe siècle. Voilà une Olivia avec une âme de femme émancipée et elle compte bien la faire valoir.
20. La vengeance de Robex
21. La sortie s'il vous plaît
Alors qu'ils poursuivent un rat dans les égouts, Orson et Olivia débouchent dans le parc du palais de Buckingham où la reine Victoria reçoit le roi de Carpétie-Orientale. Alors qu'ils recherchent désespérément la sortie de l'immense château au luxe inouï, les deux enfants se retrouvent entraînés dans les problèmes diplomatiques de l'empire, afin d'éviter la guerre.
22. Hareng d'avril
Orson et Olivia sont engagés par un couple, Meg et Charles, pour dératiser la maison de leur tante Virginia, une vieille femme malade et aigrie. D'abord effrayés par les cris de celle qu'ils voient comme une sorcière, les enfants finissent peu à peu par développer une tendre et improbable amitié pour la vieille recluse. Découvrant le funeste sort que les neveux de celle-ci lui destinent, Orson et Olivia vont tout faire pour venir en aide à leur nouvelle amie.
23. Le merle de Falstaff
24. Les cygnes de la Tamise
Orson, Olivia et leurs amis, reconduisent un cygne blessé par la bande du volailler, jusqu'à son lac. En chemin, ils découvrent que le cygne est un oiseau très convoité pour sa beauté et son élégance. Le lendemain, le cygne a disparu alors que le Swan-Open, fête en l'honneur des cygnes où la reine Victoria doit assister, a lieu demain. Orson, Olivia et les autres vont tout faire pour le retrouver.
25. Guili guili
26. De l'autre côté du brouillard
27. Le ruban rose
À la suite d'un glissement de terrain sur le chantier du métro, Peau-de-fesse disparaît dans un éboulement. Les recherches sont arrêtées et tout le monde le croit mort. Apparaît soudain un petit bouledogue portant le même ruban rose que Peau-de-fesse avait emprunté à la Grenouille. Se serait-il réincarné ?
28. Roméo et Olivia
Les membres de la clique de la barque ont été battus à platte couture par le cousin de Greg, nouveau membre de la bande de celui-ci. Olivia est bien décidée à en découdre avec ce nouveau membre et une nouvelle bataille est organisée. Pourtant lors de la bataille Olivia se retrouve face au fameux cousin et se retrouve incapable de se battre. Arborant un air rêveur, serait-elle tombée amoureuse ?
29. Le pudding de Noël

## Diffusion française
Orson et Olivia est diffusée pour la première fois sur Canal+ dans l'émission Canaille Peluche, puis sur TF1 entre le 8 mars 1995 et le 30 août 1995. La série est rediffusée dans l'émission À tout Spip entre le 10 janvier 1996 et le 19 juin 1996 et enfin dans TF! Jeunesse entre le 3 septembre 1997 et le 31 décembre 1997. Elle fut rediffusée sur Gulli dans les années 2000.

## Commentaires
La série animée est bon enfant et édulcorée, par rapport à la bande dessinée dont elle s'inspire, parfois crue. Les dessins se signalent par leur originalité, des décors fouillés, et des jeux d'opposition entre des couleurs vives et un camaïeu de marron.